# Försvarssprej

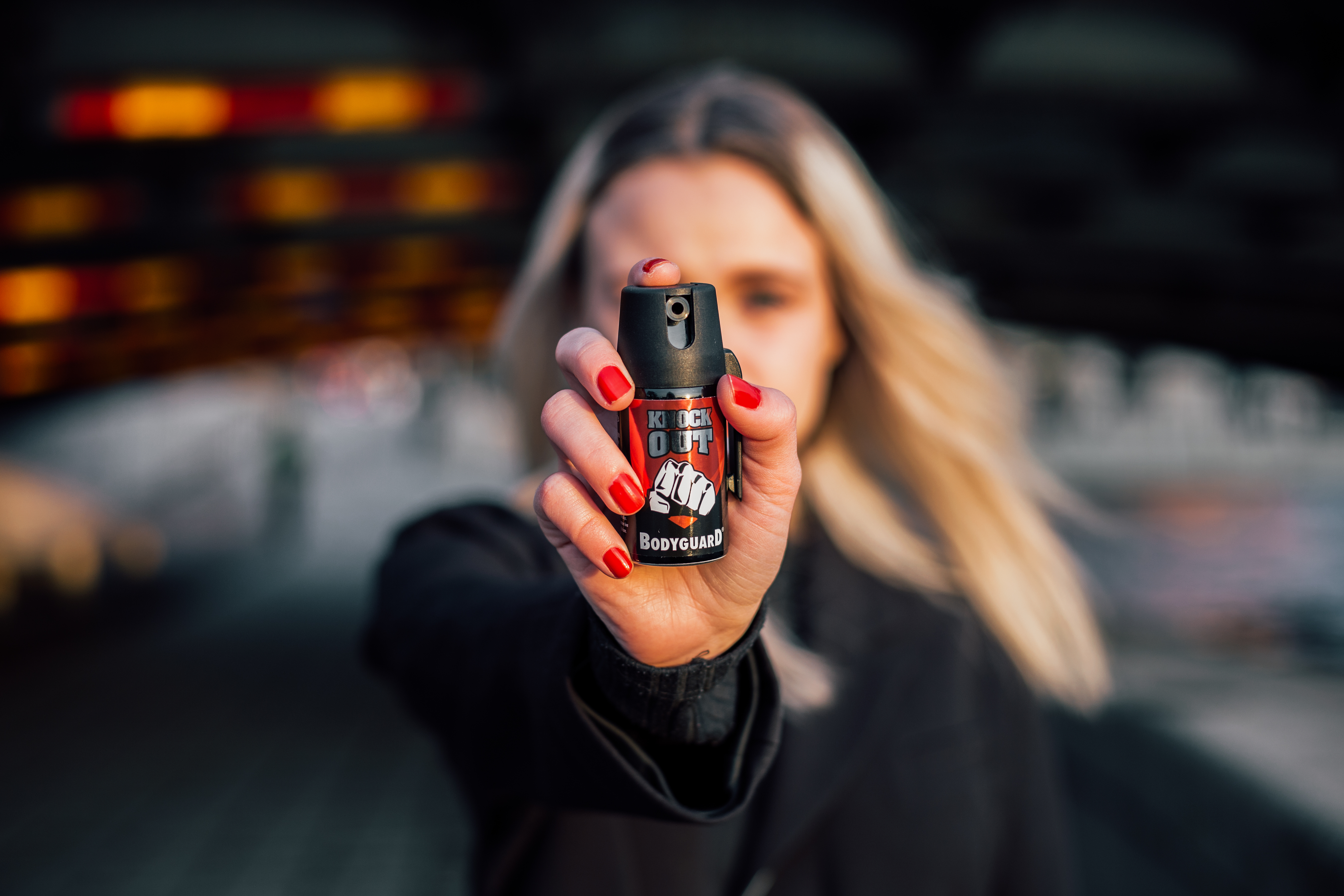
Laglig Försvarssprej

Försvarssprej, självförsvarssprej är en aerosol i sprejburk som är användbar i självförsvarssyfte. De kraftigare gaserna pepparsprej och tårgassprej är olagliga för privatpersoner att köpa och inneha i många länder. Därför har det växt upp en marknad med licensfria och lagliga försvarssprejer för privatpersoner.
Lagliga försvarssprejer finns i flera olika varianter. De flesta innehåller någon form av markeringsfärg (ofta röd eller blå) och en irriterande vätska för ögonen (ofta aceton eller alkohol).
Räckvidden på försvarssprej ligger mellan 1 och 4 meter beroende på varumärke, och de har en hållbarhet mellan 1 och 3 år.